# Liste der Kulturgüter in Wängi
Die Liste der Kulturgüter in Wängi enthält alle Objekte in der Gemeinde Wängi im Kanton Thurgau, die gemäss der Haager Konvention zum Schutz von Kulturgut bei bewaffneten Konflikten, dem Bundesgesetz vom 20. Juni 2014 über den Schutz der Kulturgüter bei bewaffneten Konflikten sowie der Verordnung vom 29. Oktober 2014 über den Schutz der Kulturgüter bei bewaffneten Konflikten unter Schutz stehen.
Objekte der Kategorie A sind im Gemeindegebiet nicht ausgewiesen, Objekte der Kategorie B sind vollständig in der Liste enthalten, Objekte der Kategorie C fehlen zurzeit (Stand: 1. Januar 2023).

## Kulturgüter
| Foto |                                                                                      | Objekt                                                    | Kat. | Typ | Standort                                             | Beschreibung |
| ---- | ------------------------------------------------------------------------------------ | --------------------------------------------------------- | ---- | --- | ---------------------------------------------------- | ------------ |
| ja   | Datei hochladen · Wikidata zu Reformierte Kirche (Q1583711)                          | Reformierte Kirche KGS-Nr.: 05197                         | B    | G   | Kirchstrasse 2.1 714192 / 262213                     |              |
| ja   | Datei hochladen · Wikidata zu Ehemalige Wirtschaft Altes Rössli (Q29883486)          | Ehemalige Wirtschaft Altes Rössli KGS-Nr.: 11063          | B    | G   | Tuttwil, Aadorferstrasse 24 712958 / 260285          |              |
| ja   | Datei hochladen · Wikidata zu Bauernhaus (Q29883483)                                 | Bauernhaus KGS-Nr.: 11064                                 | B    | G   | Möriswang, Möriswangstrasse 6 714928 / 261067        |              |
| ja   | Datei hochladen · Wikidata zu Katholische Kapelle St. Stephan (Q29883488)            | Katholische Kapelle St. Stephan KGS-Nr.: 13846            | B    | G   | Tuttwil, Kapellweg 3.1 713033 / 260251               |              |
| ja   | Datei hochladen · Wikidata zu Primarschulhaus (Q29883492)                            | Primarschulhaus KGS-Nr.: 13847                            | B    | G   | Untertuttwil, Pupikoferstrasse 20 713563 / 260373    |              |
| ja   | Datei hochladen · Wikidata zu Wohnhaus Hoepli (Q29883497)                            | Wohnhaus Hoepli KGS-Nr.: 13848                            | B    | G   | Untertuttwil, Ulrico-Höpli-Strasse 3 713684 / 260448 |              |
| ja   | Datei hochladen · Wikidata zu Bauernhaus David'sches Haus (Q29883484)                | Bauernhaus David’sches Haus KGS-Nr.: 13849                | B    | G   | Untertuttwil, Ulrico-Höpli-Strasse 1 713674 / 260448 |              |
| ja   | Datei hochladen · Wikidata zu Wohnhaus Türmlihuus (Q29883499)                        | Wohnhaus Türmlihuus KGS-Nr.: 13850                        | B    | G   | Dorfstrasse 16 714184 / 261884                       |              |
| ja   | Datei hochladen · Wikidata zu Reformierte Friedhofkapelle (Q29883494)                | Reformierte Friedhofskapelle KGS-Nr.: 13851               | B    | G   | Froheggstrasse 4.1 714194 / 262236                   |              |
| ja   | Datei hochladen · Wikidata zu Katholische Kirche St. Johannes der Täufer (Q26778171) | Katholische Kirche St. Johannes der Täufer KGS-Nr.: 13852 | B    | G   | Froheggstrasse 13.2, 13.1 714094 / 262294            |              |